# Batalla de Busaco
La Batalla de Busaco (o de Buçaco o Bussaco) fue un combate militar librado el 27 de septiembre de 1810 en la Sierra de Busaco, Portugal, durante la llamada Guerra peninsular. En dicha batalla, el ejército aliado anglo-portugués, al mando del futuro duque de Wellington, derrotó al ejército francés del mariscal Masséna.
No fue una batalla decisiva, pues no logró detener la tercera invasión de Portugal por parte de las fuerzas francesas, algo que sí se logró un mes después, a las puertas de Lisboa, en las líneas de Torres Vedras.

## Antecedentes
El general inglés Wellesley había salido victorioso de la Batalla de Talavera (27 y 28 de julio de 1809) pero, no pudiendo contar con el apoyo de las fuerzas españolas y ante la amenaza que el ejército francés del mariscal Soult representaba para sus líneas de comunicaciones, decidió retirarse hacia Portugal. El objetivo de los franceses era ahora Andalucía y no Lisboa, y esto le dio tiempo para preparar la defensa con las líneas de Torres Vedras.
En el invierno de 1809-1810, más de 100.000 hombres de las fuerzas francesas atravesaron los Pirineos. Finalmente llegó la noticia de que el mariscal Massena había recibido la misión de ocupar Portugal y expulsar a las fuerzas británicas en la península ibérica. Massena llegó a Salamanca el 28 de mayo y optó por ir hacia Portugal por el eje Ciudad Rodrigo - Almeida - Coímbra. El cerco de Ciudad Rodrigo comenzó el 30 de mayo y la plaza capituló el 10 de julio. A continuación pasó a Portugal, sitió Almeida y hubo un primer enfrentamiento en Coa. 
Después de la toma de Ciudad Rodrigo y Almeida el 27 de agosto, el Ejército de Portugal de Massena avanzó en territorio portugués hacia Coímbra, tomando el 18 de septiembre Viseo. Para hacerle frente, Wellington situó su ejército en la Sierra del Busaco, una sierra de unos 15 km de largo y de laderas empinadas, en un intento de, al menos, retrasar el avance francés ofreciendo batalla y así ganar tiempo para luego retirarse a las Líneas de Torres Vedras.

## Fuerzas intervinientes

### Franceses

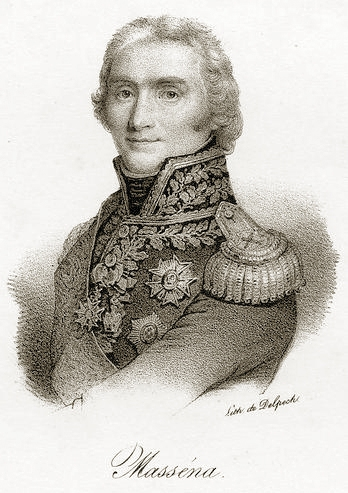
Mariscal André Masséna, jefe de L'Armée du Portugal.

Masséna mandaba un ejército formado por tres Cuerpos de Ejército (CE), totalizando 65.050 hombres y 114 bocas de fuego de artillería (cañones y similares). Organizado como sigue:
- II CE – General Jean-Louis-Ébenezel Reynier – 17.718

1ª División de Infantería – General Pierre Hugues Victoire Merle – 6.589 - Constituida por 12 batallones agrupados en dos brigadas.
2ª División de Infantería - General Étienne Heudelet de Bierre – 8.087 - Constituida por 15 batallones agrupados en dos brigadas.
Brigada de Caballería -  General Pierre Soult – 1.397
Artillería, transporte, ingeniería y estado mayor – 1.645
- VI CE – Mariscal Michel Ney – 24.306

1ª División de Infantería – General Jean Gabriel Marchand – 6.671 - Constituida por 11 batallones agrupados en dos brigadas.
2ª División de Infantería – General Julien Auguste Joseph Mermet – 7.616 - Constituida por 11 batallones agrupados en dos brigadas.
3ª División de Infantería – General Louis Henri Loison – 6.826 - Constituida por 12 batallones agrupados en dos brigadas.
Brigada de Caballería – General Auguste Étienne Marie Gourlez de Lamotte - 1.680
Artillería, transporte, ingeniería y estado mayor – 1.513
- VIII CE – General Jean-Andoche Junot – 16.939

1ª División de Infantería – General Bertrand Clauzel – 6.794 - Constituida por 11 batallones agrupados en tres brigadas.
2ª División de Infantería – General Jean-Baptiste Solignac – 7.226 - Constituida por 11 batallones agrupados en dos brigadas.
División de Caballería – Charles d'Escorches de Sainte-Croix – 1.863
Artillería, transporte, ingeniería y estado mayor – 1.056
- Reserva de Caballería – General Louis Pierre Montbrun – 3.479 – Cinco regimientos de Dragones y una batería de artillería a caballo.
- Reserva de Artillería, transporte e ingeniería no atribuida a ningún CE – 2.365
- Gendarmería – 177
- Estado mayor del Ejército y oficiales no atribuidos a ningún CE – 66.

### Aliados

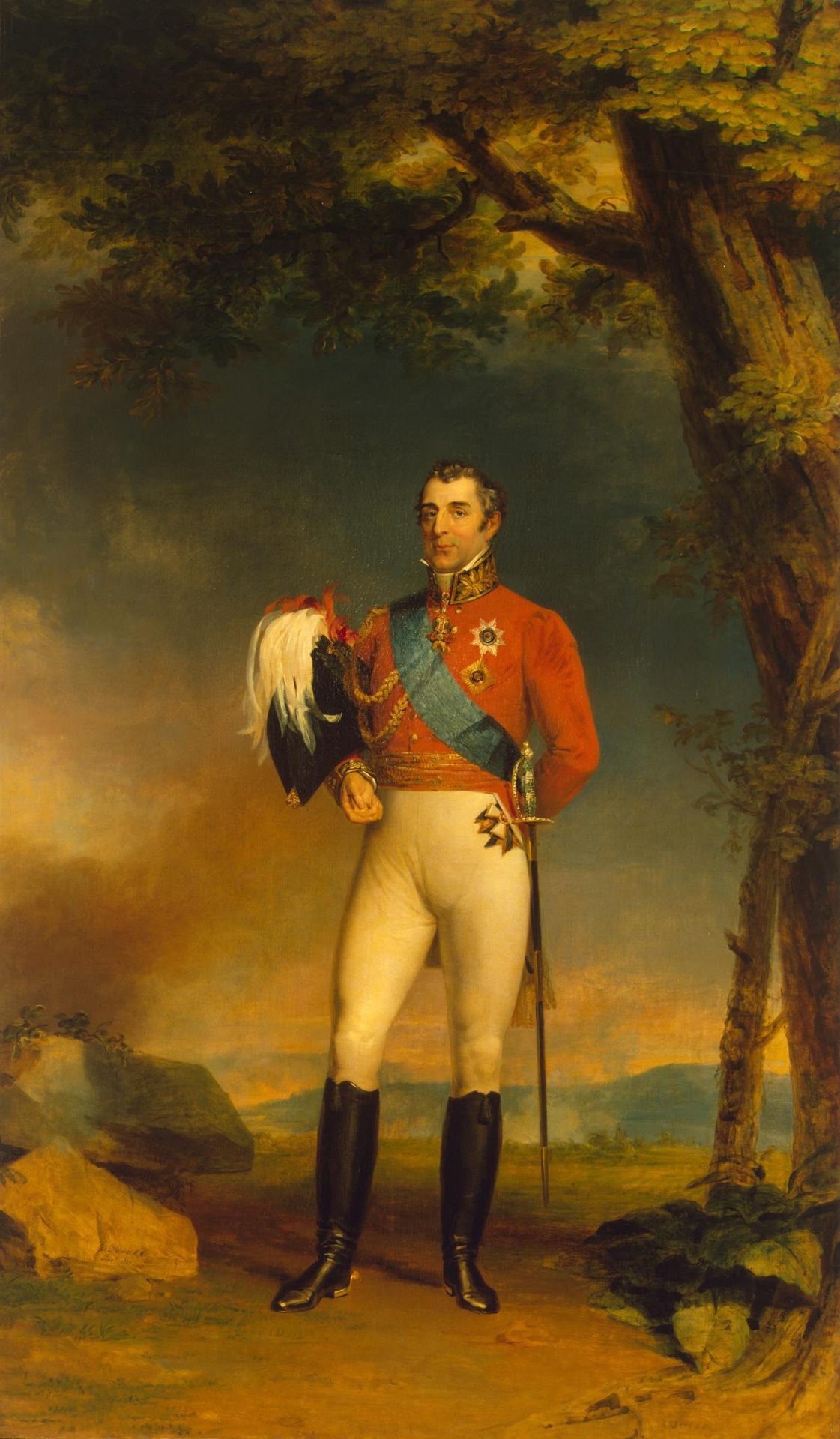
Teniente general sir Arthur Wellesley, Duque de Wellington.

El ejército de Wellington en Busaco comprendía siete divisiones de infantería, tres brigadas independientes, apenas cuatro escuadrones de caballería y 60 bocas de fuego de artillería – 52.272 hombres en total, incluyendo 25.429 portugueses. Si bien tenía un número de divisiones de infantería igual a las francesas, las divisiones no estaban agrupadas en Cuerpos de Ejército. Las infanterías eran muy semejantes en número: 49.326 anglo-lusos contra 49.809 franceses. La artillería aliada era casi la mitad de la francesa y la caballería aliada disponible en el Buçaco era muy inferior: 210 británicos a 8.419 franceses.
Además de las fuerzas presentes en el Busaco, Wellington disponía de varias unidades de caballería - 4.369 hombres - cerca de la Mealhada y más al sur del río Alva. Más allá de este río también estaban estacionadas unidades de infantería -la división portuguesa del Coronel Carlos Federico Lecor- con una plantilla de 4.811 hombres, sin contar el ejército que quedaba en Lisboa y en otras partes del país.
El ejército de Wellington se organizaba así:
- 1ª División – Mayor General (equivalente a teniente general) Brent Spencer – 7.053 – Constituida por 11 batallones agrupados en cuatro brigadas (Stopford, Blantyre, Löw y Packenham).
- 2ª División – Mayor General Rowland Hill – 10.777 – Constituida por 10 batallones agrupados en tres brigadas (Stewart, Inglis y Catlin Craufurd).
- División Portuguesa – Mayor General John Hamilton – 4.940 - Encuadrada en la 2ª División – Constituida por 8 batallones agrupados en dos brigadas (Archibald Campbell / Fonseca).
- 3ª División – Mayor General Thomas Picton – 4.143 – Constituida por 8 batallones, de los cuales 3 eran portugueses, agrupados en tres brigadas (Mackinnon, Lightburn y Champlemond).
- 4ª División – Mayor General Lowry Cole – 7.400 – Constituida por 10 batallones, de los cuales 4 eran portugueses, agrupados en tres brigadas (Alexander Campbell, Kemmis y Collins).
- 5ª División – Mayor General James Leith – 7.322 – Constituida por 13 batallones, de los cuales 10 eran portugueses (6 de regimientos de infantería, 3 de la Leal Legión Lusitana y 1 del Regimiento de Milicias de Tomar), agrupados en dos brigadas (Barnes y Spry).
- División Ligera – Brigadier General Robert Craufurd – 3.787 – Constituida por 6 batallones, de los cuales 2 eran de Cazadores, agrupados en dos brigadas (Beckwith y Barclay).
- 1ª Brigada Independiente Portuguesa – Brigadier General Denis Pack – 2.769 – Constituida por 5 batallones, siendo 1 de Cazadores.
- 5ª Brigada Independiente Portuguesa – A. Campbell – 3.249 - Constituida por 5 batallones, siendo 1 de Cazadores.
- 6ª Brigada Independiente Portuguesa – Brigadier General Francis John Coleman – 2.345 - Constituida por 5 batallones, siendo 1 de Cazadores.
- Caballería – 210 sables de 2 escuadrones del 4º Regimiento de Dragones.
- Artillería – Brigadier General Edward Howorth – 2.230 - 60 bocas de fuego de artillería británica y portuguesa.

## La batalla

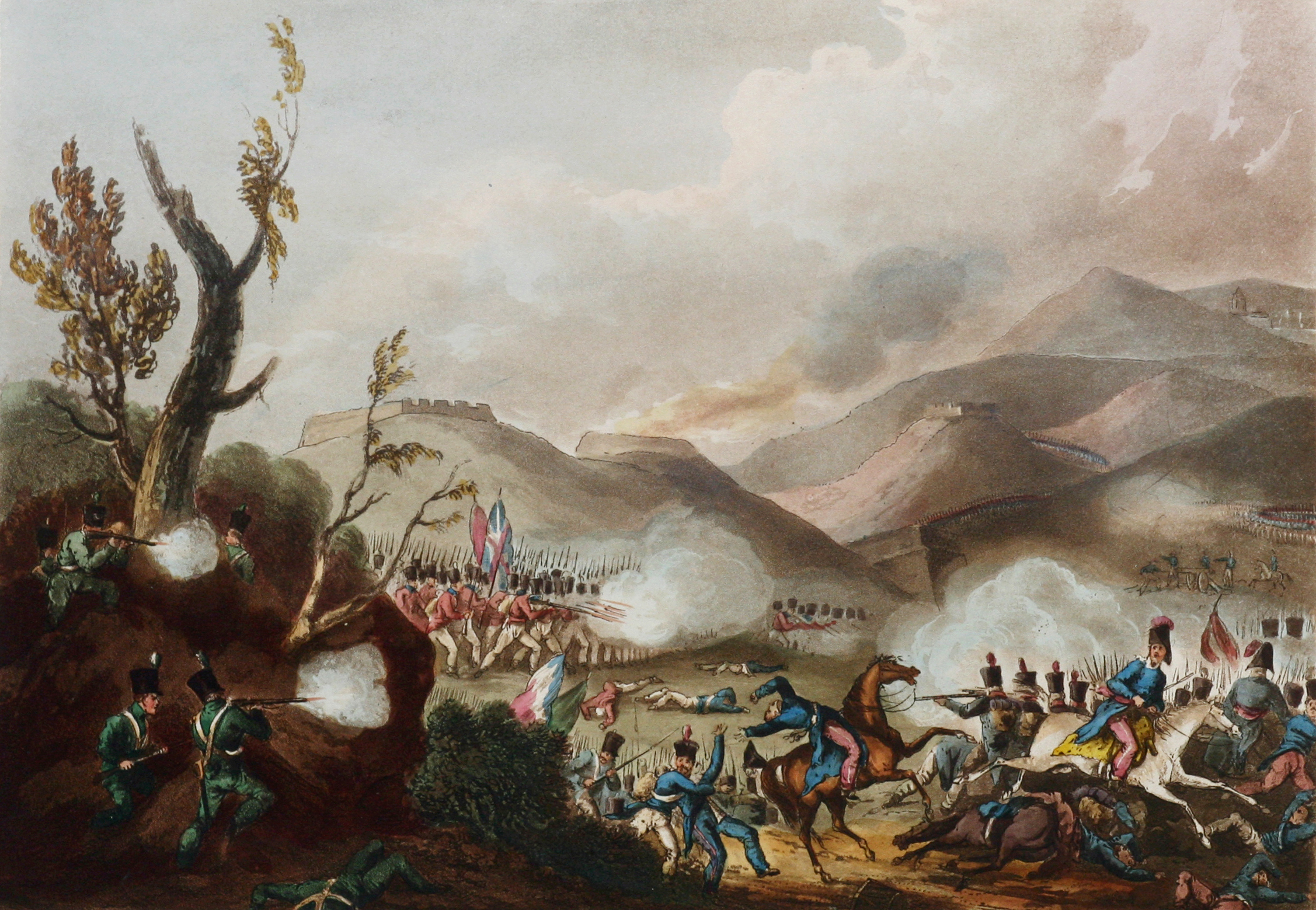
La batalla de Busaco, grabado de Thomas Sutherland. Arquivo Histórico Militar, Lisboa

El 21 de septiembre, cuando ya no había dudas sobre el itinerario de las fuerzas invasoras, Wellington escogió la sierra de Buçaco para enfrentarse a las tropas francesas. La Sierra del Busaco está formada por una línea de alturas continua, de casi 15 km de largo, con laderas de difícil acceso que, en aquella época, estaban cubiertas por vegetación baja (brezo y tojo). En la mitad noroeste de la sierra existe un área rodeada por un muro de 3 metros de altura que incluye el Convento de Santa Cruz de Buçaco. Había cuatro itinerarios para atravesar la  Sierra de Buçaco: entre Carvalhal (al Este) y Casal (al Oeste) -el itinerario más cercano al río Mondego (ver mapa)-; entre S. Paulo (al este) y Palamás (al oeste); entre Santo António del Cântaro (al este) y Palheiros (al oeste); y, más cerca del extremo Noroeste, pasando junto al área cercada del Convento do Buçaco, el itinerario principal, que une Mortágua a Coímbra, pasando por Moura (a Este). Las laderas son empinadas y el terreno muy irregular, cortado por innumerables barrancos.
Las posiciones fueron ocupadas en la mañana del día 26. La mayor concentración de fuerzas estaba a la mitad izquierda (norte) del dispositivo. Wellington analizó el terreno y los itinerarios y concluyó que éste era el sector de la posición defensiva que presentaba mayor probabilidad de ser atacado por los franceses. Por lo tanto, las tres quintas partes de la posición, el sur, fueron asignados a una tercera parte de las fuerzas, las divisiones de Leith y Hill, teniendo en cuenta que esta última englobaba la División portuguesa de Hamilton. En la zona norte de la posición defensiva, de cerca de 6,5 km de longitud, se concentraban dos tercios de las fuerzas y la zona de principal preocupación era aquella donde pasaba la carretera de Mortágua a Coímbra. Como término de comparación se puede ver que en la zona Sur, la más extensa, estaban ubicados cerca de 2.200 hombres en cada kilómetro y que, en la zona Norte esa cifra se elevaba a aproximadamente 5.100 hombres por kilómetro. La artillería estaba distribuida por todo el frente, pero con mayor concentración en las zonas consideradas más probables de ser atacadas.
La mayoría de las tropas se encontraban en posiciones apartadas de la vista de los franceses y fue ésta una de las causas, además de las deficientes acciones de reconocimiento, que llevaron a Massena a considerar estar sólo ante una retaguardia, una fuerza muy inferior a lo que era en realidad. Si Wellington necesitaba desplazar tropas de un lado a otro de la posición, existía una carretera, desde el Convento do Buçaco hacia el Sur, en la ladera oriental de la Sierra, que permitía movimientos de tropas con seguridad.
De acuerdo con el plan de batalla francés, el II CE de Reynier avanzaba desde Santo António para apoderarse del terreno más elevado antes de volver a la derecha y atacar las posiciones sobre la carretera hacia Coímbra. Mientras se realizaba este rodeo, el IV CE de Ney atacaba a partir de Moura. El VIII CE de Junot se mantuvo a la espera. Massena, que subestimaba la fuerza anglo-lusa, avanzó con cierto descuido. A las 5:45 del día 27, las divisiones de los generales Heudelet y Merle (del II CE) salieron de una densa niebla para atacar parte de la 3ª División de Picton -Brigadas Lightburn, Mackinnon y Champlemond- desde Santo António. Merle alcanzó la cima de la sierra, pero se vio obligado a retroceder debido a una carga por parte de la Brigada de Mackinnon. Sin embargo Hill y Leith movieron parte de sus divisiones para apoyar a Picton y, hacia las 6:30, dos asaltos franceses habían sido rechazados, causando muchas bajas. Así, 22 batallones franceses fueron derrotados y el rodeo planeado por Massena fracasó. 
A las 8:15, desconociendo lo que pasaba a su izquierda, Ney ordenó avanzar a Loison y Marchand sobre la carretera de Coímbra. Haciendo frente a Loison, las tropas de la División Ligera de Craufurd retrocedieron; los franceses tomaron el alto de Sula pero se vieron frenados en esa posición por el fuego de infantería y por las granadas de metralla de la artillería británica. A la izquierda de este ataque, Marchand lanzaba 11 batallones contra la infantería Portuguesa de Pack y casi alcanza el convento antes de ser repelido con 1.200 bajas. Combates intermitentes continuaron hasta las 16:00, cuando Massena mandó parar el ataque sin haber utilizado sus reservas. Por su parte, Wellington entendió que no debía contraatacar en el valle.
Los franceses tuvieron 4.486 bajas, incluyendo cinco generales. Los Aliados tuvieron 1.252 muertos y heridos durante esta batalla, modelo de batalla defensiva. Al día siguiente la caballería de Massena descubrió un camino que bordeaba la sierra por el Oeste y Wellington tuvo que mover rápidamente sus tropas hacia la Línea de Torres Vedras. Los franceses continuaron su avance aunque habían sufrido importantes bajas, con el consiguiente perjuicio para la moral de las tropas. Para los Aliados, por el contrario, la batalla elevó la moral de las tropas, especialmente de los portugueses, aunque los franceses no desistieran de la invasión.